# هیتسندورف
هیتسندورف (به آلمانی: Hitzendorf) یک منطقهٔ مسکونی در اتریش است که در گراتس اومگبونگ واقع شده‌است. هیتسندورف ۴۸٫۸۸ کیلومتر مربع مساحت دارد ۳۸۳ متر بالاتر از سطح دریا واقع شده‌است.